# Coșernița (Criuleni)
Coşerniţa è un comune della Moldavia situato nel distretto di Criuleni di 1 444 abitanti al censimento del 2004